# Palaeontographica
Palaeontographica A, Palaeontographica B, Palaeontographica Abteilung A, Palaeontographica Abteilung B
Palaeontographica était une revue scientifique dans le domaine de la paléontologie. 

## Historique
Elle a été fondée en 1846 par Wilhelm Dunker et Hermann von Meyer. 
En 1933, elle fut divisée en deux parties : Palaeontographica A, traitant principalement des animaux fossiles (paléozoologie), et Palaeontographica B des plantes fossiles (paléobotanique).